# Săceni
Săceni è un comune della Romania di 1 413 abitanti, ubicato nel distretto di Teleorman, nella regione storica della Muntenia. 
Il comune è formato dall'unione di tre villaggi: Butculești, Ciurari, Săceni.